# Elisa de Paiva Curado

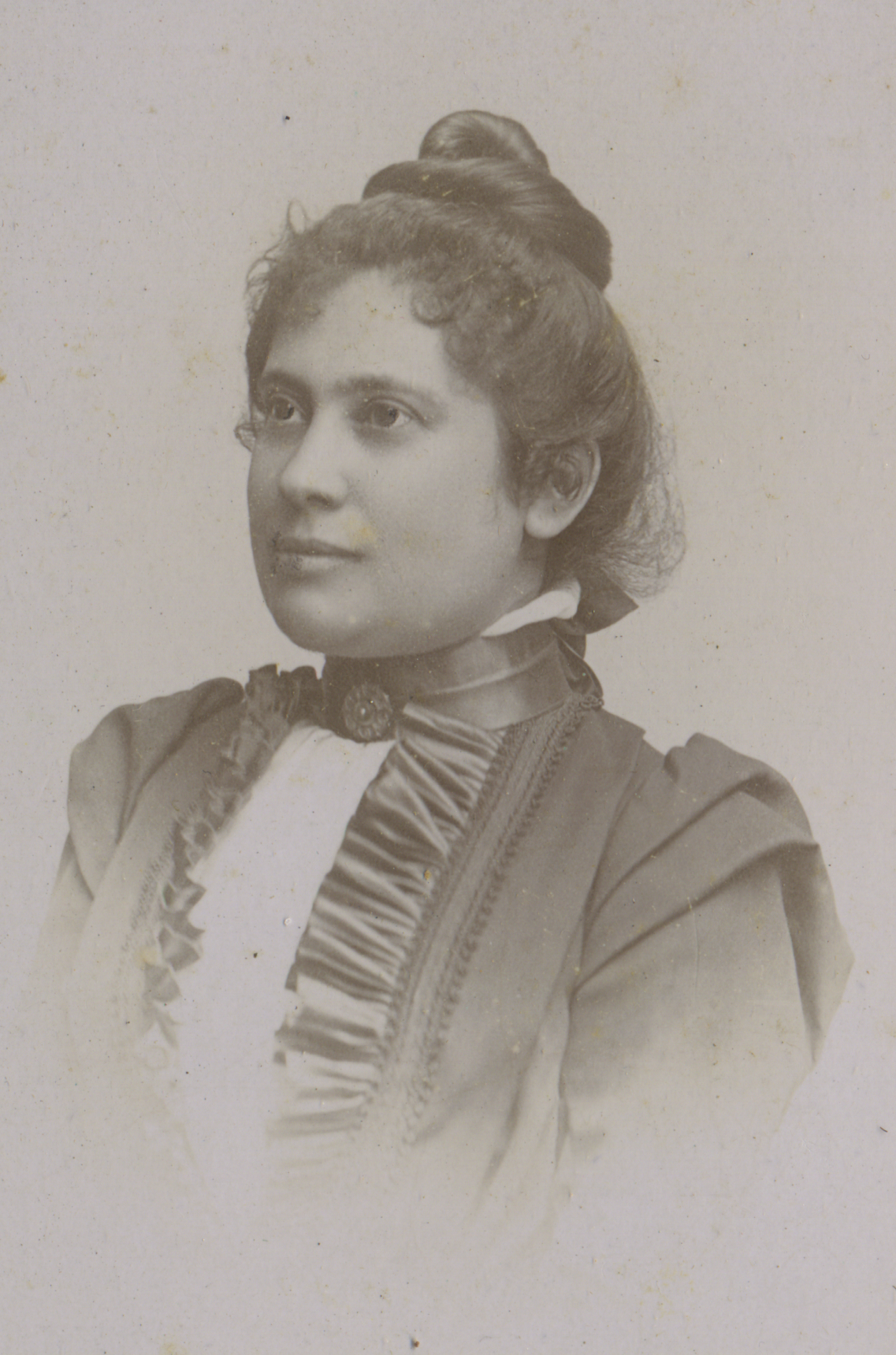
Elisa de Paiva Curado

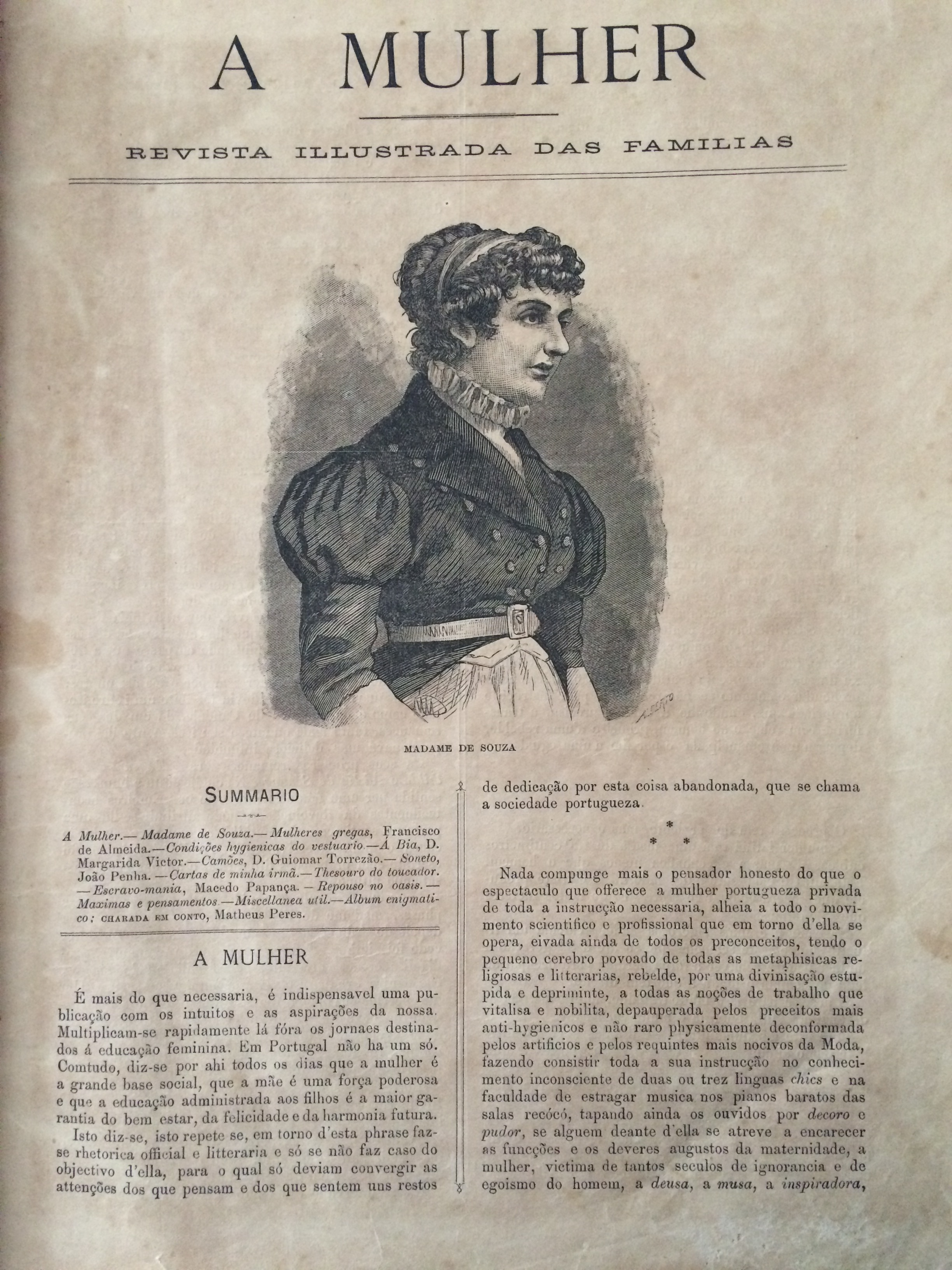
Titelblatt der ersten Ausgabe der Zeitschrift A Mulher – Revista Illustrada das Famílias, 15. März 1883. Der Leitartikel ist von Paiva Curado unter dem Pseudonym „Eliza Caodur“ geschrieben.

Elisa de Paiva Curado, schreibend als Eliza Caodur (* 1858 in Leiria; † 1933 ebenda), war eine portugiesische Schriftstellerin, Journalistin und Feministin. Sie war die Gründerin und Leiterin von A Mulher – Revista Illustrada das Famílias.

## Leben
Curado wurde als Tochter von José Pereira Curado und Dona Joaquina Paiva Curado geboren und am 6. Oktober 1858 in der Kathedrale von Leiria getauft.
Curado gründete und leitete unter dem Anagramm „Eliza Caodur“ mit A Mulher – Revista Illustrada das Famíias eine der ersten portugiesischen feministischen Zeitschriften. A Mulher war eine Wochenzeitschrift, die zwischen März 1883 und März 1885 jeden Donnerstag erschien. Unter den Autoren waren bekannte Namen der damaligen Zeit, wie João de Deus, Teófilo Braga, Raimundo António de Bulhão Pato, João Pinheiro Chagas, José Duarte Ramalho Ortigão oder José Valentim Fialho de Almeida, der Curado seine Kurzgeschichte Paulina widmete, sowie Mitfeministinnen wie Maria Amália Vaz de Carvalho und Guiomar Torrezão. Inhaltlicher Ausgangspunkt von A Mulher war die Bildung: Langfristiges Ziel war eine egalitäre Gesellschaft, in der Männer und Frauen ohne Unterschied der Geschlechter Zugang zur Bildung haben, um – wie Curado  es formulierte –  „der alten unterdrückerischen Intoleranz, die die Bildung der Frauen auf dem Altar dummer Vorurteile opferte“ (a velha intolerância opressora que sacrificava a educação da mulher no altar dos preconceitos estultos), ein Ende zu setzen. Die Texte waren oft radikal, feierten die Errungenschaften und Eroberungen der Frauen, vermittelten wissenschaftliche und literarische Bildung, lehnten sich gegen die Diskriminierung aufgrund des Geschlechts auf und forderten die intellektuelle Gleichstellung der Geschlechter. Neben Texten über historische oder aktuelle weibliche Errungenschaften, wissenschaftliche Bildung oder aufrührerischen Artikeln zugunsten des Scheidungsrechts und des Frauenwahlrechts enthielt die Zeitschrift Partituren für die Hausmusik (oft von Komponistinnen geschrieben und unterzeichnet), Aufsätze über die Rolle der Musik in der Erziehung, Biografien von Sängerinnen und regelmäßige Rezensionen von Theateraufführungen der damaligen Zeit, mit besonderem Augenmerk auf die weiblichen Schauspielerinnen.
Curado arbeitete auch an anderen Zeitschriften wie O Jornal das Damas, O Mundo Elegante oder Ribaltas e Gambiarras mit und schrieb verschiedene Kurzgeschichten und Meinungsartikel, die oft polemisch waren.
Sie heiratete am 17. Mai 1888 in Leiria Diogo de Faria Pinho e Vasconcelos Soares de Albergaria. Das Ehepaar hatte eine Tochter, Joana Curado de Pinho Soares de Albergaria (1889–1977).
1907 gehörte sie zum Vorstand der Gruppe zur Gründung des portugiesischen Zweiges der französischen Vereinigung La Paix et Le désarmement par les Femmes, zu der auch Carolina Michaëlis de Vasconcelos, Virgínia Quaresma, Cláudia de Campos, Domitila de Carvalho oder Maria Olga de Moraes Sarmento da Silveira gehörten. Sie war eine kämpferische Aktivistin für die Verabschiedung des Scheidungsgesetzes, das 1910 kurz nach der Akklamation der Ersten Republik verabschiedet wurde.
Curado starb 1933 in Leiria.